# Reece Gold
Reece Gold (Miami, Florida, 2 september 2004) is een Amerikaans autocoureur.

## Carrière
Gold begon zijn autosportcarrière in het karting in 2012. Hij nam vaak deel aan de Florida Winter Tour, waarin hij in 2014 en 2015 respectievelijk eerste en tweede werd in de Rotax Micro Max-klasse. In 2016 en 2017 werd hij binnen dit kampioenschap tweede en derde in de Mini ROK-klasse. 
In 2018 stapte Gold over naar het formuleracing, waarin hij deelnam aan de Lucas Oil Formula Car Race Series. Hij behaalde vijf zeges en acht andere podiumplaatsen uit zestien races, waardoor hij met 484 punten gekroond werd tot kampioen in de klasse. In 2019 stapte hij over naar de U.S. F2000, waarin hij voor Cape Motorsports reed. Zijn beste race-uitslagen waren dat jaar vier achtste plaatsen, waardoor hij met 167 punten tiende werd in het eindklassement. Ook reed hij in de laatste twee raceweekenden van het Amerikaanse Formule 4-kampioenschap bij DC Autosport with Cape Motorsports op de Sebring International Raceway en het Circuit of the Americas. Een zesde plaats in de eerste race was zijn beste klassering.
In 2020 begon Gold het jaar in het NACAM Formule 4-kampioenschap, waarin hij in het weekend op het Autódromo Miguel E. Abed uitkwam voor Scuderia Martiga EG, het team van voormalig Formule 1-coureur Esteban Gutiérrez. In dit weekend behaalde hij een podiumplaats en twee andere top zes-klasseringen. Vervolgens keerde hij terug naar de U.S. F2000, waarin hij zijn samenwerking met Cape Motorsports voortzette. Hij stond tienmaal op het podium en behaalde twee zeges op de Indianapolis Motor Speedway en de Mid-Ohio Sports Car Course. Met 341 punten werd hij achter Christian Rasmussen en Eduardo Barrichello derde in de eindstand.
In 2021 stapte Gold over naar het Indy Pro 2000 Championship, waarin hij voor Juncos Hollinger Racing reed. Bij zijn debuut op het Barber Motorsports Park eindigde hij direct op het podium. In de rest van het seizoen behaalde hij nog vijf podiumplaatsen, voordat hij op het New Jersey Motorsports Park zijn eerste race won. Met 366 punten eindigde hij als vijfde in het klassement.
In 2022 bleef Gold actief voor Juncos Hollinger in de Indy Pro 2000. Hij kende een goed seizoen met twee zeges op de Portland International Raceway en een op zowel Barber als de Indianapolis Motor Speedway. In de overige races behaalde hij nog drie podiumplaatsen. Met 390 punten werd hij achter Louis Foster tweede in het kampioenschap.
In 2023 rijdt Gold een derde seizoen bij Juncos Hollinger, maar stapt hij over naar de Indy NXT.